# Gustave Lamarche
Pour les articles homonymes, voir Lamarche.
Gustave Lamarche (17 juillet 1895 - 1987) était un écrivain, un historien, un professeur, un poète et un prêtre catholique canadien. Natif de Montréal, il étudia la littérature à l'Institut catholique de Paris et à l'École des sciences politiques de Louvain avant de devenir viatorien et d'être ordonné au sacerdoce en 1920. Il enseigna à Joliette tout en menant une carrière d'écrivain et d'historien, qu'il choisit définitivement en 1947 lorsqu'il fonde, anime et collabore à plusieurs revues historiques et culturelles. Il a été honoré pour son œuvre en 1980 avant de décéder en 1987.
Le fonds d'archives de Gustave Lamarche est conservé au centre d'archives de Montréal de Bibliothèque et Archives nationales du Québec.

## Revues et journaux
- Carnets viatoriens
- L'Action nationale
- Le Devoir
- Les Cahiers de Nouvelle France
- L'Ordre
- Nation nouvelle
- Notre temps

## Ouvrages publiés
- La Décoration de l'église Saint-Viateur d'Outremont, 1923
- Histoire du Canada : régime français, c. 1933
- Histoire du Canada : cours supérieur, c. 1933
- Histoire du Canada : régime anglais, c. 1933
- Jonathas, c. 1933
- Le Drapeau de Carillon, 1937
- Mosaïque et vol de flammes, 1939
- Celle-qui-voit, 1939
- Argonautes, 1940 ; 1940
- Notre Dame des Neiges, 1942
- Les Fiançailles d'Anne de Nouë, 1943
- Palinods, 1944
- Les Gracques, 1945
- La Paix, problème national au Canada, 1945
- Notre Dame de la Couronne, 1947
- La Maison d'ombre, 1950
- Le Collège sur la colline, 1951
- L'Écho Bourget 100, c. 1951
- Querbes, c. 1959
- Le Problème national des Canadiens français, c. 1961
- Histoire du Canada, 1966
- Le conte des sept jours, 1968
- Textes et discussions, 1969
- Poèmes, 1970
- Œuvres théâtrales, 1971
- Œuvres poétiques, 1972
- Le théâtre québécois dans notre littérature, 1973
- Le beau Dieu, ou, Trente-trois clameurs de l'âme, 1975
- Psaumes, 1977
- Ta parole me réveille..., 1979
- Titres de nuit, 1979
- Lexique de l'imaginaire, 1980
- Vigiles du feu, 1982
- Le Choix de Gustave Lamarche dans l'œuvre de Gustave Lamarche, 1982
- L'Autre temps, 1983
- Chants pour demain, 1985
- Le Vieil ermite, 1986

## Honneurs
- Membre de l'Académie canadienne-française
- Membre de l'Académie de Bourges
- Membre de l'Union des écrivaines et des écrivains québécois
- Prix Maximilien-Boucher, 1980